# 大衛·阿拉巴
大衛·阿拉巴（德語：David Alaba，1992年6月24日—），奧地利職業足球員，主要司職左後衛，也可以勝任中堅、中場的任何一個位置，目前效力西甲俱樂部皇家马德里。
阿拉巴生於奧地利維也納，他的父親是一名前嘻哈歌手現任職DJ的尼日利亞人，而他的母親是任職護理師的菲律賓人。

## 球會
大衛·阿拉巴在10歲時加入家居維也納阿斯珀恩鄰近的足球會，後來在父親請求下改去奧地利維也納的合作學校就讀。15歲時阿拉巴便獲得首次職業比賽機會，在對鲁宾奥科蒂比賽中的81分鐘被替換上場。
2008年夏季轉投拜仁慕尼黑青年队，參加U-17和U-19比賽，在2009-2010年提升至二隊。在2009年8月，阿拉巴首次代表拜仁出賽，對手是丙級聯賽的德累斯顿迪納摩，8月29日代表二隊取得首個入球。同時他亦在該年度歐冠盃的參賽名單上，穿上27號球衣。2010年1月，球會宣佈阿拉巴與另外兩名二隊球員，將會跟隨一隊參與餘下訓練。
2010年2月10日的德國足協盃中對菲尔特，阿拉巴在替補名單上，59分鐘替換克里斯蒂安·萊爾上場。比賽中，他第二次碰球便幫助里貝里入球，使拜仁3-2領先，比賽結果最終為6-2。阿拉巴以17歲7月8天之齡，成為拜仁一線隊最年輕出場的球員。3月9日，他首次出場參與歐冠盃比賽，對手為佛罗伦萨。
在路易斯·范加爾的領軍下，他常常擔任左邊衛，左中場和中場角色。2011年10月，他取得首個德甲的入球，但球隊仍以1-2不敵漢諾威。
年僅19歲的阿拉巴便贏得了2011年奧地利足球先生。在投票中阿拉巴取得21分，剛好壓過取得20分效力奧地利維也納的荷蘭球星納沙·巴拉薛迪和13分效力史特加的馬丁·哈尼克 。

### 皇家馬德里
2021年5月28日，西甲球隊皇家馬德里宣布已與拜仁慕尼黑達成自由轉會協議，阿拉巴簽署了一份從7月1日開始的為期五年的合約。他將身穿塞尔希奥·拉莫斯留下的4號球衣。

## 國家隊
阿拉巴曾代表奧地利U17和U21國家足球隊，在2009年10月以17歲之齡被徵召上成年國家隊，在對法國的比賽中首次披甲，是奧地利國家足球隊史上最年輕的球員。
2016年6月，阿拉巴代表奥地利参加了2016年欧洲國家盃，奥地利在小组赛中一平两负积一分排行小组第四遭到淘汰。阿拉巴在该届赛事中出场3次。
2021年6月，阿拉巴代表奥地利参加了2020年欧洲國家盃，奧地利以C組第二名的成績，力壓烏克蘭出戰十六強賽，亦是國家隊首次晉身歐洲國家盃十六強賽。十六強賽戰遭遇義大利國家足球隊，力戰90分鐘不分勝負，惟最後於延長賽階段以1-2不敵出局。

## 榮譽

### 球會
拜仁慕尼黑
- 德国足球甲级联赛冠軍：2009–10、2012–13、2013–14、2014–15、2015–16、2016–17、2017–18、2018–19、2019–20、2020–21
- 德国足协杯冠軍：2009–10、2012–13、2013–14、2015–16、2018–19、2019–20
- 德國超級盃冠軍：2012、2016、2017、2018、2020
- 欧洲冠军联赛冠軍： 2012–13、2019–20
- 欧洲超级杯冠军：2013、2020
- 国际足联俱乐部世界杯冠军：2013、2020

 皇家馬德里
- 西班牙足球甲级联赛冠軍：2021–22、2023–24
- 西班牙國王盃冠軍：2022–23
- 西班牙超級盃冠军：2021–22、2023–24
- 歐洲冠軍聯賽冠軍：2021–22、2023–24
- 欧洲超级杯冠军：2022、2024
- 国际足联俱乐部世界杯冠軍：2022
- 国际足协洲际杯冠军：2024

### 個人
- 奧地利足球先生：2011年、2012年、2013年、2014年、2015年、2016年、2020年
- 欧洲足联年度最佳阵容：2013年、2014年、2015年

## 外部連結
- Soccerway資料庫：大衛·阿拉巴
- fussballdaten.de：大衛·阿拉巴之統計數據 （德文）
- 大衛·阿拉巴 @ transfermarkt.de （德文）
- 大衛·阿拉巴 （页面存档备份，存于） @ national-football-teams.com （英文）